# Richard Ossbahr
Richard Emanuel Ossbahr, född den 26 maj 1853 i Stockholm, död där den 1 november 1936, var en svensk militär och ämbetsmän. Han var far till Carl Patric Ossbahr.
Ossbahr blev underlöjtnant vid Svea artilleriregemente 1872, var artilleristabsofficer 1890–1892 och generalstabsofficer 1894–1901. Han blev överste och chef för Andra Svea artilleriregemente 1901 och var generalpostdirektör 1903–1907. Ossbahr invaldes som ledamot av andra klassen av Krigsvetenskapsakademien 1898 och av första klassen 1907. Han blev riddare av Svärdsorden 1894 och kommendör av andra klassen av samma orden 1906. Ossbahr var även riddare av Dannebrogorden, riddare av Sankt Olavs orden och mottagare av Siamesiska kronordens tredje klass. Han vilar på Norra begravningsplatsen utanför Stockholm.